# 楊貴氏墓誌

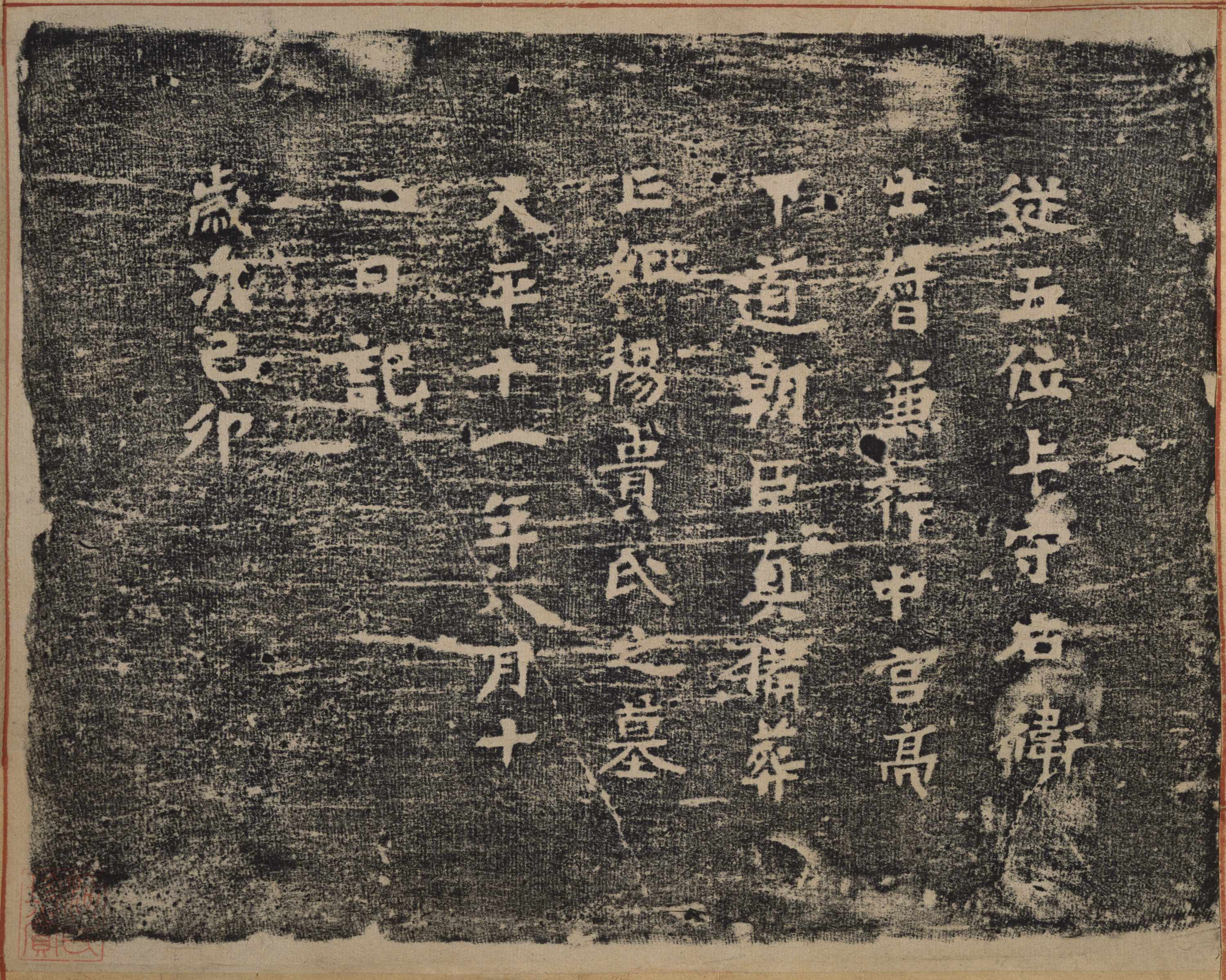
『楊貴氏墓誌』の拓本（市河寛斎旧蔵、東京国立博物館所蔵）

楊貴氏墓誌（やぎし-ぼし）は、江戸時代に現・奈良県五條市で発見された古墓から出土したとされる墓誌で、墓主は吉備真備の母である楊貴氏とされる。日本古代の墓誌の数少ない遺品の一例ではあるが現物の所在は不明、出土地とされる場所には文化11年（1814年）と大正末年（20世紀前葉）とに建碑された墓碑が立ち、毎年9月12日（もと旧暦8月12日）には地元の人々により周囲の清掃と慰霊祭が斎行されている。

## 概要
日本で墓誌を副葬する風は飛鳥時代から奈良時代（7世紀末から8世紀末のおよそ100年間）にかけて盛行したと見られており、考古学や歴史学の貴重な資料としてのみでなく、書跡としての美術的な価値を含め、広く古代の文化や社会を考える上での重要な指標ともされるが、盛行したと思われる割に現存する遺品は少ない（僅か18例が知られるのみ）。
楊貴氏の墓誌は享保13年（1728年）に大和国宇智郡大沢村（現奈良県五條市大沢町）の農家の敷地内で発見された火葬墓と推定される古墓から蔵骨器と推定される壺とともに出土した塼（せん）の1枚であったといい、そこには右の7行43字で以下の内容が刻まれていた。
天平11年（739年）8月12日という日付は造墓時のそれであると思われるが、銘文に見える真備の「下道朝臣」という氏姓や「従五位上」という位階、「右衛士督」や「中宮亮」という官職、「守（しゅ）」、「行（ぎょう）」という位署等、天平11年時点では『続日本紀』に見える真備のそれと一応は矛盾しない。
この墓誌の現物が現存すれば墓誌の貴重な遺品の1つとなった筈であるが、所在不明なので僅かに残された記録と現物を墨拓したという伝世の拓本とを照合することで大略を復元するの外はない状態となっている。もっとも銘文によって真備の亡母が楊貴氏という名であったことは判明し、また真備の父（下道圀勝）も亡母の為に墓誌を作文しているが（岡山県圀勝寺所蔵下道圀勝圀依母夫人骨蔵器）、それと合わせると古代における母と子の関係の強固なものであった事、少なくとも下道氏においてはそうであった事を示す好史料ともされる。

## 楊貴氏
銘文中の「楊貴氏」は狩谷棭斎の『古京遺文』（後述）以来、「楊貴」を「やぎ」と訓み、『新撰姓氏録』等に載せる八木氏出身の女性で「八木」の好字として「楊貴」を当てたものであろうとするのが通説となっている。その場合、楊貴氏という女性は八木氏の中で宇智郡に住した一族に属し、この古墓は真備が母の出身地に埋葬したものと推定されるが、そこから或いは真備の父圀勝の結婚生活は妻の生地に近い畿内で営まれ、真備自身も朝廷に近い地で生まれ育ち、それが地方豪族出身者が中央で活躍する際の条件となったのではないかとの推測も可能となる。
また「八木」に「楊貴」字を当てた理由としては、これは楊貴妃（楊玉環）に因んだ好字で、真備を初めとする当代知識人の唐文化に対する憧憬を示す事例でもあると説かれもしたが、「貴妃」とは唐の官名で「楊貴妃」とは「楊氏の貴妃」の謂、玉環がその位を授けられたのは天宝4歳（745年）、日本では天平17年に当たるため、天平11年の墓誌が「楊貴妃」を元にしたとは考えられず、玉環が貴妃となった後に楊貴氏の改葬等が行われ、その際に本墓誌が副葬されたものであったと仮定しても、「貴妃」は2文字で初めて意味を成す官名なので真備程の知識人がそうした意味を成さなくなる借字をするとは思えず、更に真備が自らの官位を天平11年当時に遡って刻んだとも考えにくいため（一般的には改葬時点での官位が記される）、この用字は単なる偶然であったと解するしかない（後述）。

### 埋葬地
楊貴氏の墓地（つまり墓誌の出土地）については、現在五條西中学校の敷地直下にある高さ1メートル、直径3メートル程に盛られた小盛土に「楊貴氏之墓」と刻んだ30センチ程の高さで15センチ四方の墓碑が建てられ、そこが「楊貴氏墓誌出土地」として顕彰されているが、下述するようにその盛土は大正末年（20世紀前葉）に整備されたもので、本来の所在地は特定できず、また諸記録から特に墳丘や盛土による古墓ではなかったようである。
因みに、古墓出土地と伝える大沢町に近い五條市西釜窪の丘陵からも陶製蔵骨器が出土しており、五條市一帯にかけては土師器や須恵器を多量に伴出する古墓群が存し、同市が上代の火葬墓が広く分布する地である事が判るので、地理的には楊貴氏の古墓がそうした火葬墓であった可能性は高い。なお、楊貴氏と同時代の古墓として、上述岡山県圀勝寺の下道圀勝圀依母夫人骨蔵器の出土地から僅か10メートル程離れた所（いずれも現岡山県矢掛町東三成）で墓底に長方形の塼12枚を敷き並べた上に蔵骨器である甕を伏せた状態で発掘された古墓があり、楊貴氏の古墓も同様の構造であったと推定される。

## 記録と拓本
本墓誌について記す最初の文献は伊藤東涯の『輶軒小録』で、これは享保年中に著されたと思われるため出土時にごく近接する時期の記録として貴重である。次いで寛政3年（1791年）刊の秋里籬島『大和名所図会』や同7年刊藤貞幹『好古小録』等がこれに触れ、文政元年（1818年）には棭斎が『古京遺文』を著して紹介し、その他拓本に添えられた識文や跋文等も記録として参考になる。
その拓本には現存するものを含めて数本が知られ、大きく現物から直接墨拓したもの（真本）と、現物乃至は真本を元に模刻したもの（模本）とに分けられる。真本には市河寛斎旧蔵のものや、五條の医者であった小林金芝（道隆）が文化11年（1814年）に手拓したという小杉榲邨旧蔵のもの等が知られているが、これら真本は墨拓すべき現物が下述するように再埋納されるとともに誌文は真備の真筆であるとの説が行われて貴重視されたため、代わって模本が世に流布する事となる。この模本には奈良の沢元珉の手になるものや、立原翠軒が水戸の巌田健久に造らせたもの（識文が添えられるが、そこには下述する延享の再発掘時と思われる状況が記されている）、上記金芝が製作したもの等が知られるが、現物の実見者が現物から手拓し、それを模刻したものが盛んに刷られたらしく、翠軒や金芝も同好の士に頒っている。上記の中、特に元珉の模本は現物と同種の塼に刻まれたものと見られ、その塼は墓誌に伴出したものである可能性があるために注目される（後述）。
また、大正の木崎愛吉編『大日本金石史』（大正10年（1921年）刊）はこれら著作や拓本に見る記録を集成して紹介している。

## 形状
墓誌の刻まれた塼は、拓本を見る限り縦19.4センチ、幅25.2センチとなっている。これは諸書の記録もほぼ同じで、また拓本では知り得ない厚さは5センチ強であったといい、『古京遺文』によれば刻字には朱砂が填められていたという。特に横長の形状である点は注目される（後述）。

## 出土と沿革

### 出土状況
出土状況に関しては所伝に異同が見られる。まず、出土直近の状況を窺わせる『輶軒小録』によると、享保13年（1728年）秋に大沢村の平右衛門なる農夫が自宅の敷地内で古墓を発見したと伝えるが、この出土地を『好古小録』は「大沢村山崩ルル所ヨリ」、翠軒は「宇智郡掘之尾山中」（翠軒識文）とするように前近代の記録はやや精確性に欠き、大正の『大日本金石史』や『奈良県宇智郡誌』は現盛土の後北方に当たる字三本松の延見寺址であったとし、更に土地の古老の言では現盛土の東南方の小崖上であったとしている。これら区々の所伝は下述するように発掘後大沢村の蓮花寺に半世紀以上納められていた時期がある事や、その間或いは現在に至る地勢の変化を勘案すると、当初の出土地点は現盛土周辺のどこかとしか言えないのが現状となっている。なお、発掘者についても『古京遺文』が農夫源八なる者が掘り出したと述べる等、異同が見られる。
次に出土品であるが、『輶軒小録』によると、4から5升程の容積のある壺と瓦（恐らくは塼）12枚を発掘、瓦の1枚に銘文が刻まれていたので墓誌であることが判ったとするが、『大和名所図会』は「古瓦三十枚を出だす。しかれども損じて、全き物十枚ばかり、今散在して残るもの三枚」とし、延享の再発掘時の記録らしい翠軒識文は、4片ありとする。それら記録を総合すると、古墓は蔵骨器と覚しき1個の壺（もしくは瓶）の下に塼複数枚を敷き詰めて構成されていたと推定でき、また『古京遺文』に朱砂を填めた刻字とある事から墓壙中には丹が塗られていた可能性がある。
なお、上述した同時代で同構造と思われる岡山県の東三成発掘の古墓からこれも等しく塼12枚が出土した事は注目される（後述）。

### 遍歴 - 掘ったり埋めたり
| 楊貴氏墓誌関係年表               | 楊貴氏墓誌関係年表                                                               |
| -------------------------------- | -------------------------------------------------------------------------------- |
| 享保13年 （1728）                | 古墓発掘（初度）。                                                               |
| 享保21年まで （-1736）           | 伊藤東涯『輶軒小録』を著す。                                                     |
| 不明                             | 再埋納（初度）。                                                                 |
| 延享5年 （1748）                 | 再発掘（2度目）、蓮花寺へ奉納して出土地に建碑（延享墓碑）。                      |
| この間                           | 立原翠軒や小林金芝等が墨拓。また、『大和名所図会』や『好古小録』等で紹介される。 |
| 文化11年 （1814）                | 再埋納（2度目）と建碑（文化墓碑、現存）。                                        |
| 文政元年 （1818）                | 狩谷棭斎『古京遺文』を著す。                                                     |
| 嘉永2年 （1849）                 | 再発掘（3度目）と再埋納（3度目）。                                               |
| 明治30年代以前 （1897-1906以前） | 再発掘（4度目、調査のため）と再埋納（4度目）。                                   |
| 明治30年代                       | 再発掘（5度目、調査のため）と喪失の発見。                                        |
| 大正末年 （-1926）               | 伝出土地整備と建碑（大正墓碑、現存）。                                           |

出土後の経緯を『大日本金石史』等に依って見ると、出土後に蓮花寺へ納めたところ凶作が続き、遂に発掘による祟りであろうとの事から発掘場所に再埋納し、次いで延享5年（1748年）4月、古墓周辺の土地を所有した大坂道修町（現大阪府大阪市中央区道修町）の泉屋嘉兵衛なる者が、小屋を設けるために地均しをする過程で再発掘したため、墓誌を再度蓮花寺へ奉納して発掘場所には建碑をし、その後の60年は同寺で保管していたようで、この期間中に翠軒や五條住の小林金芝等が実見し、或いは墨拓をしたと推定されるが、文化11年（1814年）8月になって再度発掘現場に埋納するとともにそれを記念する墓碑を建碑し、更に嘉永2年（1849年）には埋納地が路傍であることを理由に再々度掘り返し、壺に納めて現「楊貴氏墓誌出土地」の場所に三度埋め戻したという。
以上のように「あまりにも複雑で理解できない」程の発掘と埋納を繰り返したためか、明治30年代（19・20世紀の交）に山田孝雄が現盛土であると思われる地点を調査のために発掘してみると、そこには口径1尺程の瓦瓶があるのみで墓誌も塼も存在しなかった。また、大正5年（1916年）に逝去した中矢丈太郎（享年78）という土地の古老の言によると、それ以前に1度発掘調査が行われたそうで、その時には2枚の瓦に挟まれた墓誌は存在しており、その後壺に納めて埋め戻しはしたものの後日埋納地の石垣が崩れ、その修復のために発掘したところ、既に壺の破片しか見つからなかったともいう。
最後に、現出土地は大正の末年（1920年代）に奈良県庁が、建てられていた延享時の碑の保存を目的としてこれを埋めて整地したもので、盛土上に現在の墓碑を建てたものという。

## 疑点さまざま
本墓誌についてはいくつかの疑いがもたれている。まず出土状況の異同であるが、これは発掘と埋納を繰り返した事に起因する伝承の混乱であると見て暫く措くとして、その他の疑点を挙げると以下のようになる。
材質
塼（または瓦）について、現存する遺物で塼に墓誌を刻んだ例としては大阪府太子町から出土した延暦3年（784年）の紀年を有する紀吉継墓誌が知られるのみで、墓誌の材として当時は珍しいものと思われる。但し、墓誌には蔵骨器等に墨書されたものもあったと想定され、塼に墨書されたものが遺存していないだけという事も考えられるので、材質自体を不審とすべきではないが、紀吉継墓誌が塼として焼成される前に篦などで予め刻んだと推定されるのに対し、拓本から見た限りでは本墓誌は焼成後に刻まれたものらしく、出土した上代の塼を使って偽刻した例もあるので、その判断には慎重さを要する。
形状
墓誌には後世の墓に建てられる立て札としての墓碑と共通の思想に基づいて作成された可能性が指摘でき、事実、現存する墓誌は初め縦長の短冊状で、時代が降ると伴に方形に近づくが、横長の形状は本墓誌を唯一とする。
以上から天平時代のものとしては材質・形状ともに特異であると言える。
銘文
「天平十一年八月十二日記 / 歳次己卯」とあるが、年月日の後に歳次（干支）を記す例は当代の記録に見えず、また「記」と一旦文を閉じた後にその歳次が現れる点も気に掛かり、この2行には字形の違いも見られるため、これは「記」まで刻んだ後に「歳次己卯」の4文字が追刻されたと見られる。そこでこの4文字を除くと今度は銘文全体が右に偏ったものとなり、字配りの点で予め銘文を決定していたというよりも、「天平十一年八月十二日記」と刻んだ後に追って刻まれた可能性があり、やや杜撰である。
下道圀勝圀依母夫人骨蔵器との関係
下道圀勝圀依母夫人骨蔵器が発見されたのは元禄12年（1699年）で、被葬者が女性である点や銘の構文が本墓誌と類似するが、備中国庭瀬藩藩主板倉昌信はその出土を顕彰して『吉備公太夫人古冢記』を撰述せしめており、それは本墓誌出土の半年前、享保13年2月の事なので、それが本墓誌「出土」の契機になった可能性がある。なお、明治初年（19世紀後葉）の事であるが、下道圀勝母夫人の古墓の近くからは墓誌断片の塼が出土しており、その塼は上述の東三成発掘の古墓から出土した塼と焼成、胎土、色程、大きさが完全に一致し、かつ明らかに後世の偽刻になるものなので、或いは下道圀勝母夫人の古墓周辺から出土した塼が流出し、当該墓誌はそれに偽刻されたものである可能性がある。それは本墓誌に伴出したという塼が明治の調査では1枚も残されていなかった理由が各方面に持ち出された結果である事を推察せしめ、実際にその1枚に模刻したと思われる模本も存在する（上記元珉の模本）ため、本墓誌が伝楊貴氏古墓から出土した塼の1枚に偽刻されたものであるとの疑いが濃厚となる。以上を要するに、本墓誌と下道圀勝母夫人の古墓及びその近くから発掘された楊貴氏古墓の復元の参考となる古墓、更に同じくその付近から出土した偽刻による墓誌との関係には注意が必要とされる。
楊貴妃と楊貴氏
上述延見寺について、楊貴氏はこの寺で晩年を送ってそこで死去したために境内に営墓し、後に寺もろともに埋没したという伝えがある。一方、日本各地に安史の乱を逃れた楊貴妃が流着したとの伝承を持つ地があり、山口県大津郡白津具村（現長門市油谷）の旧家八木家には楊貴妃が同村に漂着して死歿し、その子孫が「楊貴妃」に因んで「八木」を家名としたとの伝があり、それは中世以後に楊貴妃漂流譚が発生し、八木氏の起源をその漂流譚に附会させたものと思われるので、延見寺の「老後の楊貴氏」も実は「老後の楊貴妃」で、同寺に楊貴妃漂流に関する伝承があり、更に当地に八木氏が居住した記憶があったために「八木氏」と「楊貴妃」を関連づけて説かれるようになった伝承ではないかとの憶測ができる。また、上述のように「楊貴氏」の好字と「楊貴妃」とは無関係の偶然としか解せないのであるが、そう見るには「なにか割りきれぬ点もある」。

### 疑点のまとめ
よって現盛土地点周辺から古墓が発見された事は一応それを認め、かつ塼の伴出があったとしても、その塼の1枚が墓誌であった点には疑問があり、墓誌は後人の手になる偽刻の可能性が高く、現物が現存しないために憶測の域を出ないが、もし偽刻であった場合には、楊貴氏なる女性が存在したかも大いに疑問となり、従って本墓誌を唯一の所拠とする吉備真備の母の特定も白紙化せざるを得ない。